# Opius kisanganiensis
Opius kisanganiensis är en stekelart som beskrevs av Fischer 1972. Opius kisanganiensis ingår i släktet Opius och familjen bracksteklar. Inga underarter finns listade i Catalogue of Life.